# Drosophila annulosa
Drosophila annulosa är en tvåvingeart som beskrevs av Vilela och Bachli 1990. Drosophila annulosa ingår i släktet Drosophila och familjen daggflugor.
Artens utbredningsområde är Costa Rica.